# Duhul Sfânt

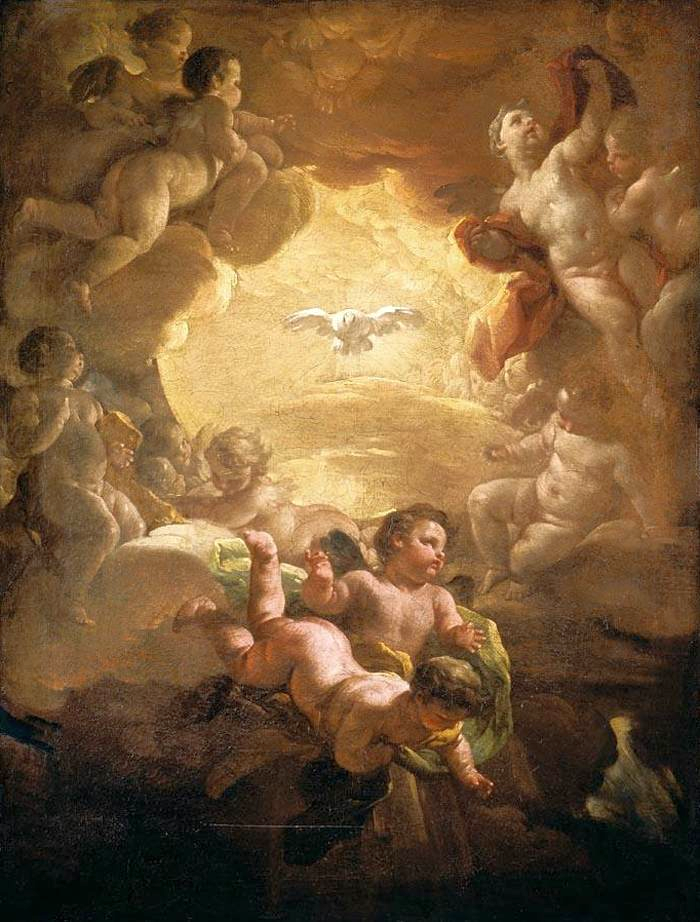
Duhul Sfânt reprezentat ca un porumbel înconjurat de îngeri, de Giaquinto, 1750.

Duhul Sfânt sau Spiritul Sfânt  este un termen introdus încă din Biblia ebraică, deși înțeles în mod diferit în marile religii avraamice.
Pentru majoritatea creștinilor credința în Sfânta Treime presupune existența a trei persoane sfinte distincte: Dumnezeu Tatăl (YHWH, Iahwe, Iehova), Dumnezeu Fiul (Isus din Nazaret) și Dumnezeu Duhul Sfânt, care împreună sunt un veșnic Dumnezeu Trinitar. Această doctrină și desemnare, totuși, nu este împărtășită de toate confesiunile creștine, sau de celelalte religii avraamice.

## Creștinism

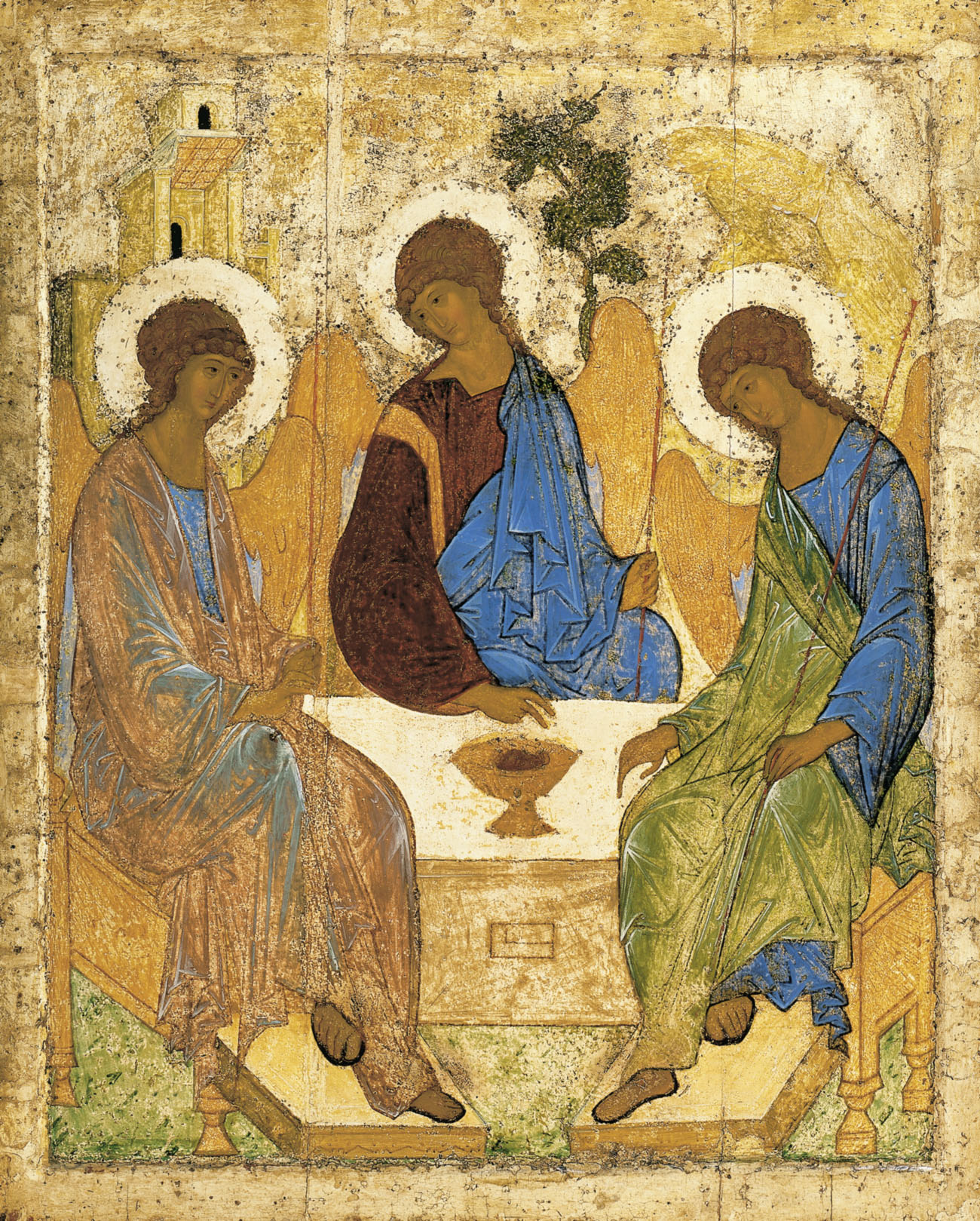
Icoana Sfintei Treimi de Andrei Rubliov.

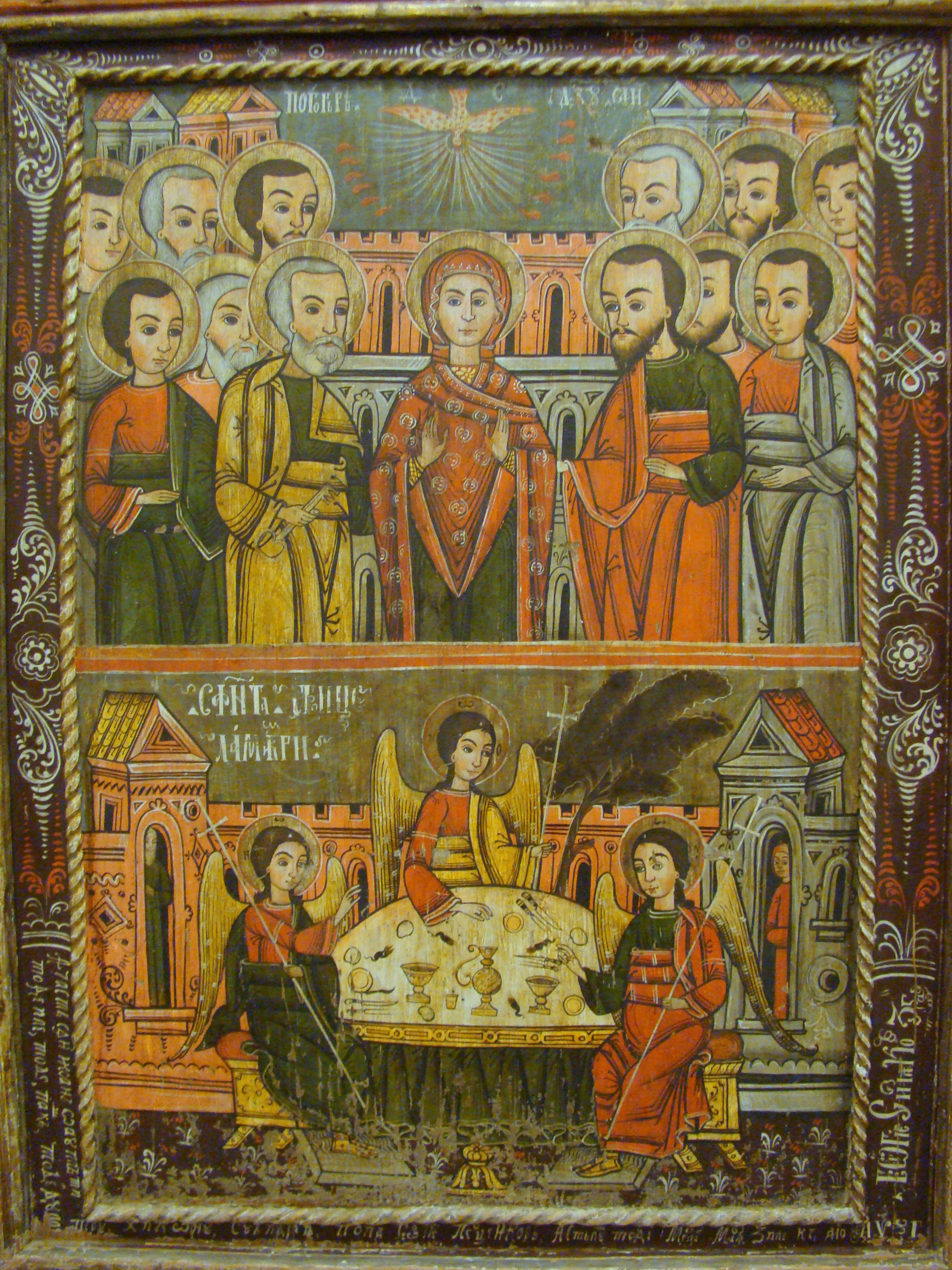
Pogorârea Duhului Sfânt și Sfânta Troiță la Mamvri (zugrav: Gheorghe, fiul lui Iacov, 1763)

Pentru majoritatea creștinilor, Duhul Sfânt este a treia persoana a Sfintei Treimi (Tatăl, Fiul și Duhul Sfânt), și este Atotputernicul Dumnezeu. Duhul Sfânt este văzut de creștini ca o persoană a Treimii divine, care a dezvăluit Sfânt Numele lui YHWH poporului său Israel, a trimis pe Fiul Său Veșnic Născut Iisus pentru a-i salva, și a trimis Duhul Sfânt pentru a sfinți și a da viață Bisericii Sale. Dumnezeul Întreit se manifestă ca trei persoane (ipostasuri greacă), într-o Ființă Divină (greacă: ousia),  numită Dumnezeire sau Esența Divină a Lui Dumnezeu.
În The Encyclopedia of Religion citim: „Teologii contemporani sunt de acord că Biblia ebraică nu conține o doctrină referitoare la Trinitate“. New Catholic Encyclopedia face o afirmație similară: „Doctrina Sfintei Treimi nu apare în V[echiul] T[estament]“.

Unii teologi creștini cred că pasajul din cartea Facerea, capitolul 18, în care Avraam și soția sa Sarra le oferă ospitalitate celor „trei Oameni”, la stejarul Mamvri, se referă la revelarea Sfintei Treimi: 
„Domnul i S’a arătat [lui Avraam] la stejarul Mamvri, pe când el ședea  în pragul cortului său sub zăduful amiezei. Și ridicându-și el ochii, s’a uitat: și iată, trei Oameni îi stăteau în față; și de cum I-a văzut, a alergat din pragul cortului său în întâmpinarea Lor și s’a închinat până la pământ. Și a zis: „Doamne, dac’am aflat har în ochii Tăi, nu-l ocoli pe robul Tău! Să se aducă puțină apă! Spălați-Vă picioarele și odihniți-Vă sub acest copac; eu voi aduce pâine și veți mânca, după care Vă veți duce’n calea Voatră, de vreme ce-ați trecut  pe la robul Vostru!” Zis-au Aceia: „Fă precum ai zis!” ”
Pasajul este ilustrat de Icoana Sfintei Treimi a pictorului / iconarului rus Andrei Rubliov.
Singurele versete biblice care fac referire directă la Sfânta Treime sunt Ioan 5:7-8. Aceste versete sunt numite Comma Johanneum, ele fiind o falsificare a manuscriselor grecești ale Bibliei, falsificare care a apărut (se zice) pentru prima oară într-un manuscris grecesc menit să-l facă pe Erasmus din Rotterdam să includă dogma Treimii în ediția tipărită a Noului Testament în greaca veche. Unii cercetători sunt de părere că ea nu apare în manuscrise grecești dinaintea lui Erasmus, Erasmus incluzând-o în textul Noului Testament pentru a nu fi trecut la index, deși știa că adăugirea nu face parte din Noul Testament, în timp ce alții afirmă că Erasmus nu și-ar fi dat seama că a fost păcălit. Mai concret, prima apariție care conține Comma în greacă în text este minusculul 629 (în numerotarea Gregory-Alland), manuscrisul fiind bilingv (greco-latin). El a fost datat paleografic ca fiind scris în secolul al XIV-lea. Există manuscrise anterioare care cuprind Comma (88, 221, 429 și 636), dar nu în text, ci ca nota laterală, notele fiind adăugate în secolele XV-XVI.

## Iudaism
Termenul de "Duhul Sfânt" apare doar de trei ori în Biblia ebraică. (Găsit o dată în Psalmul 51:11 și de două ori în Isaia 63:10,11), deși, termenul de "duh" în Scripturile ebraice, cu referire la "spiritul lui Dumnezeu", apare de mai multe ori. În iudaism, Dumnezeu este Unul, ideea de Dumnezeu ca o dualitate sau trinitate printre adepți poate fi Shituf (sau "non-pur monoteistă"). Termenul Ruach HaKodesh (Duhul Sfânt) se găsește frecvent în literatura Talmudică și Midrashică. În unele cazuri, semnifică inspirația profetică, în timp ce în alte cazuri este folosit ca o întruchipare sau ca o metonimie pentru Dumnezeu. Rabinicul "Duhul Sfânt", are un anumit grad de personificare, dar rămâne, "o calitate care aparține lui Dumnezeu, una din trăsăturile sale" și nu, ca în creștinismul din curentul principal, reprezentant al "vreunei diviziuni metafizice a Dumnezeirii." 
În iudaism, referirile la Duhul lui Dumnezeu, Ruach HaKodesh, Duhul Sfânt al Lui YHWH, abundă, însă acestea au respins orice idee de Dumnezeu Veșnic ca fiind fie dual sau trinitar.

## Islamul
În Islam, Duhul Sfânt (arabă: الروح القدس al-RUH al-Qudus, "Duhul-Sfânt-") este menționat de mai multe ori în Coran, unde acționează ca un agent al acțiunii sau comunicării divine. În Hadith este de obicei identificat cu îngerul Gabriel (arabă Jibreel). Duhul (al الروح-Ruq, fără adjectivul "sfânt") este, de asemenea, utilizat ca spirit creativ de la Dumnezeu, prin care Dumnezeu a animat pe Adam, și i-a inspirat pe îngeri și pe profeți. Credința în Treime, așa cum este definită în Coran, este explicit interzisă și numită un păcat grav. Același lucru se aplică la orice idee de dualitate a Lui Dumnezeu (Allah). Deși genul gramatical nu are nicio influență asupra actualului gen al substantivelor non-personale, termenul de Duhul Sfânt se traduce prin și este utilizat în forma masculină în întregul Coran. În limba arabă, cuvântul "Duhul Sfânt" nu se traduce ca سكينة Sakinah utilizat în termen feminin. Sakinah înseamnă stare de relaxare.

## Credința Bahá'í
Credința Bahá'í are conceptul de mai Marele Spirit, văzut ca o recompensă de la Dumnezeu. Acesta este de obicei folosit pentru a descrie coborârea Duhului Lui Dumnezeu asupra mesagerilor/profeților Lui Dumnezeu, care sunt cunoscuți ca manifestări ale Lui Dumnezeu, și îi includ, printre alții, pe Iisus, Mahomed și Bahá'u'lláh.  În credința Bahá'í Duhul Sfânt este un canal prin care înțelepciunea Lui Dumnezeu devine în mod direct asociată cu mesagerul Lui, și a fost descrisă în mod variat în diferite religii, cum ar fi rugul aprins lui Moise, focul sacru la Zoroastru, porumbelul Lui Iisus, îngerul Gabriel al lui Mahomed, și Doamna cerului a lui Bahá'u'lláh. Viziunea Bahá'í respinge ideea că Duhul Sfânt este un partener al Lui Dumnezeu în Dumnezeire, ci mai degrabă este esența pură a trăsăturilor Lui Dumnezeu.